# 馬薩伊蒂
13°16′S 28°25′E / 13.267°S 28.417°E
馬薩伊蒂（英語：Masaiti），是贊比亞的城鎮，位於該國中部，由銅帶省負責管轄，是馬薩伊蒂縣的首府，處於盧安夏以南40公里，海拔高度1,185米，2010年人口60,788。